# Aumeville-Lestre
Aumeville-Lestre es una comuna francesa situada en el departamento de La Mancha, en la región de Normandía.

## Demografía
| 181 | 156 | 147 | 153 | 134 | 139 | 110 |
| Para los censos de 1962 a 1999 la población legal corresponde a la población sin duplicidades (Fuente: INSEE [Consultar]) |     |     |     |     |     |     |